# Facciamo finta che sia vero
Facciamo finta che sia vero è il 37° album in studio di Adriano Celentano, pubblicato il 29 novembre del 2011.

## Storia
A quattro anni dall'uscita del precedente album, ne venne pubblicato uno con la collaborazione di Nicola Piovani, del duo Battiato-Sgalambro, di Jovanotti, di Giuliano Sangiorgi dei Negramaro, del francese Manu Chao, di Raphael Gualazzi, del percussionista indiano Trilok Gurtu, del londinese Phil Palmer e di Pacifico.
L'album è stato presentato il 24 novembre 2011 a Milano dalla moglie di Celentano, Claudia Mori che ha dichiarato che il disco sarebbe stato pubblicizzato in televisione, ma che ignora le modalità di tale promozione, non escludendo la possibilità di una tournée promozionale per l'anno 2012. Ha inoltre aggiunto che l'atteggiamento reticente del marito desta in lei motivi di preoccupazione.
Intervistato da Vincenzo Mollica per il TG1 del 24 novembre 2011, Celentano ha definito l'album come «un grido di rabbia». Per Celentano questo è il suo album più politico, più vicino ai temi sociali, che si propone di interpretare la rabbia di tutti i cittadini, ma che non toglie spazio all'amore, perché – spiega l'artista – l'amore è presente anche nella sofferenza.
In un'intervista di Michele Serra per Il Venerdì di Repubblica del 2 dicembre 2011, Celentano, interrogato su come sia stato possibile conciliare le varie intelligenze musicali presenti nell'album, ha risposto che «quando gli artisti sono alla pari è difficile che ci siano litigi proprio perché, in quanto alla pari, c'è una stima reciproca che ti obbliga non solo a riflettere quando magari non condividi il pensiero dell'altro, ma anche ad espandere una certa elasticità nell'accettazione di un'idea che non sempre è tua. Con Battiato, Jovanotti e Giuliano dei Negramaro c'è stato un rapporto direi quasi filosofico oltre che di simpatia [...]». Il giornalista, colpito dal brano intitolato Il mutuo che ha definito il più celentanistico, si sofferma sul senso di un mondo fondato sul nulla, perché fondato sul debito e chiede a Celentano quale sia il suo grado di preparazione in economia, il quale si è limitato a rispondere: «Qualcosa capisco, ma ci sono ancora molti punti oscuri e comunque da quel poco che capisco vedo l'economia come una bomba sulla quale il mondo è seduto».
La Repubblica XL del 2 dicembre 2011 mostra in copertina il "nuovo Clan" col titolo: «Celentano chiama: Jovanotti e Giuliano Sangiorgi rispondono. Il racconto di un grande incontro».
Nel disco è presente la reincisione di una vecchia canzone di Celentano, La mezza luna, incisa in origine come retro nel 45 giri Si è spento il sole/La mezza luna nel 1962, e poi inserita nell'album A New Orleans del 1963; in questa versione collabora al pianoforte Raphael Gualazzi.
Il 2 ottobre 2012 è uscito il repack dell'album, contenente un CD e un DVD. Nel CD è stata aggiunta una bonus track, ovvero Ti penso e cambia il mondo nella versione cantata da Adriano Celentano e Gianni Morandi al Festival di Sanremo 2012. Il DVD, invece, contiene un videoclip tratto dal Festival di Sanremo 2012, con Celentano e Morandi che cantano Ti penso e cambia il mondo, il videoclip ufficiale di Non so più cosa fare e il video di presentazione dell'album.

## Tracce
Tracce dell'album del 2011 - Clan, CLN 2098
1. Non ti accorgevi di me (con la collaborazione di Giuliano Sangiorgi; testo e musica di Giuliano Sangiorgi) – 3:08

2. Ti penso e cambia il mondo (produzione e arrangiamento di Phil Palmer; testo di Pacifico; musica di Matteo Saggese e Steve Lipson) – 4:25
3. Facciamo finta che sia vero (con la collaborazione di Franco Battiato; testo di Franco Battiato e Manlio Sgalambro; musica di Nicola Piovani) – 3:26
4. Non so più cosa fare (testo di Adriano Celentano; musica di Manu Chao) – 6:31
5. Anna parte (testo di Corrado e Camillo Castellari e musica di Corrado Castellari) – 3:25
6. Fuoco nel vento ( produzione e arrangiamento di Phil Palmer; testo di Jovanotti e musica di Matteo Saggese) – 4:22
7. La cumbia di chi cambia (con la collaborazione di Jovanotti; testo e musica di Jovanotti) – 4:13
8. La mezza luna (con la collaborazione di Raphael Gualazzi; testo italiano di Larici, testo originale di Fred Ignor, musica di Heino Gaze) – 3:29
9. Il mutuo (testo e musica di Adriano Celentano) – 6:56

Tracce dell'album del 2012 - Clan, CLN 2107
CD+DVD 2012
1. Non ti accorgevi di me (con la collaborazione di Giuliano Sangiorgi; testo e musica di Giuliano Sangiorgi) – 3:08
2. Ti penso e cambia il mondo (produzione e arrangiamento di Phil Palmer; testo di Pacifico; musica di Matteo Saggese e Steve Lipson) – 4:25
3. Facciamo finta che sia vero (con la collaborazione di Franco Battiato; testo di Franco Battiato e Manlio Sgalambro; musica di Nicola Piovani) – 3:26
4. Non so più cosa fare (testo di Adriano Celentano; musica di Manu Chao) – 6:31
5. Anna parte (testo di Corrado, Camillo Castellari e musica di Corrado Castellari) – 3:25
6. Fuoco nel vento ( produzione e arrangiamento di Phil Palmer; testo di Jovanotti e musica di Matteo Saggese) – 4:22
7. La cumbia di chi cambia (con la collaborazione di Jovanotti; testo e musica di Jovanotti) – 4:13
8. La mezza luna (con la collaborazione di Raphael Gualazzi; testo italiano di Larici, testo originale di Fred Ignor, musica di Heino Gaze) – 3:29
9. Il mutuo (testo e musica di Adriano Celentano) – 6:56
10. Ti penso e cambia il mondo duetto Gianni Morandi - 7:41

Tracce DVD 2012 - Clan, CLN 2107
1. Ti penso e cambia il mondo Live Sanremo 2012 duetto Adriano Celentano, Gianni Morandi
2. Non so più cosa fare
3. Facciamo finta che sia vero

## Formazione
- Adriano Celentano - voce, cori (tracce 4, 7, 9), chitarra acustica (traccia 9)
- Christian "Noochie" Rigano - tastiera (tracce 4, 5, 8)
- Michele Canova Iorfida - basso (tracce 4, 5), programmazione (tracce 4, 5) tastiera (tracce 4, 5, 7, 8, 9), sintetizzatore (tracce 4, 5, 7, 8, 9)
- Franco Battiato - organo Hammond (traccia 3)
- Peter Murray - pianoforte, tastiera (tracce 2, 6)
- Davide Tagliapietra - basso (tracce 4, 5, 7, 8, 9), chitarra elettrica (tracce 4, 5, 7, 8, 9), chitarra acustica (tracce 4, 5, 7, 8, 9)
- Patrizio Simonini - chitarra elettrica addizionale (traccia 5)
- Phil Palmer - chitarra (tracce 2, 6)
- Nathan East - basso (tracce 2, 6)
- Steve Ferrone - batteria (tracce 2, 6)
- Trilok Gurtu - percussioni (traccia 8)
- Giuliano Sangiorgi - chitarra, pianoforte (traccia 1), voce (traccia 1, 4)
- Andrea Mariano - pianoforte (traccia 1), tastiera (traccia 1), sintetizzatore (traccia 1)
- Emanuele Spedicato - chitarra (traccia 1)
- Ermanno Carlà - basso (traccia 1)
- Danilo Tasco - batteria (traccia 1)
- Raphael Gualazzi - pianoforte (traccia 8), voce (traccia 8)
- Jovanotti - chitarra acustica (traccia 7), voce (traccia 4)
- Andrea De Rocco - campionatore (traccia 1)
- Luigi Faggi Grigioni - tromba (traccia 8)
- Massimo Morganti - trombone (traccia 8)
- Carlo Piermartire - trombone (traccia 8)
- Enrico Benvenuti - sassofono tenore (traccia 8)
- Massimo Valentini - sax alto (traccia 8), sassofono baritono (traccia 8)
- Antonella Pepe, Chiara Vergati, Lola Feghaly, Moreno Ferrara, Silvio Pozzoli - cori (tracce 2, 6)

## Classifiche

### Classifiche settimanali
| Classifica (2011) | Posizione massima |
| ----------------- | ----------------- |
| Italia            | 3                 |
| Russia            | 8                 |
| Svizzera          | 33                |

### Classifiche di fine anno
| Classifica (2011) | Posizione |
| ----------------- | --------- |
| Italia            | 11        |
| Classifica (2012) | Posizione |
| Italia            | 21        |
| Russia            | 46        |